# 大黑馬羚
大黑馬羚（學名：Hippotragus niger variani），或稱作安哥拉大貂羚，是黑馬羚三個亞種中的其中一種，是安哥拉的特有亚種，僅在庫安都河（Cuando River）流域繁殖生活。大黑馬羚在安哥拉是一種崇高的動物，是这个国家的象征。

## 描述
大黑馬羚最教人印象深刻的就是頭上的一雙大角，最長可達1.6m。幼年的大黑马羚在外觀上兩性十分相似，但长到三歲時雄性就會披上一身黝黑亮澤的毛皮，並長出一對雄偉的大角。成熟的雄性平均體重可達238kg，高116至142cm，角的長度由81至165cm不等；雌性平均體重220kg，比雄性略為矮小，一雙角的長度在61至102cm不等。除了雄性是黑色毛皮外，雌性及幼犢都是栗色，有部分在南方分佈的雌性會略显黑褐色。所有黑馬羚都有白色的眉毛，吻突至臉頰兩邊亦有白色條紋，白色腹部亦延伸至臀部。小於兩個月的幼犢呈淡褐色，並有疏落條紋。

## 習性
與其他羚羊一樣，大黑馬羚比較謹慎害羞，但也有好鬥的一面。雄性在受傷、受襲或被接近時，會變得極為危險。在雄性之間的打鬥時，牠們會避重就輕，先將前足跪下，然後僅用大角互相扭鬥，傷亡的情況並不常見。水源充足的森林是牠們理想的棲息之所，豐饒的植被及大樹能為他們提供大量食物。大黑馬羚是傳統的草食性動物，一些離地40至140毫米的樹葉佔了牠們九成以上的食材，嫰葉及草本植物也是牠們的食物，長在白蟻丘上的則更受歡迎。
年幼的大黑馬羚會遭到豹及鬣狗等的攻擊，但成年的大黑馬羚則只有獅子才能威脅到牠們。當受到驚嚇時，大黑馬羚在迅速冲刺後便會停下回望，但當發現被追殺時，牠們會發足狂奔，最高速可達35英里每小時。

## 與人類關係
大黑馬羚是安哥拉的國家象徵，其圖像印在這個國家為數眾多的郵票、鈔票，甚至是國家的護照上。大黑馬羚在安哥拉是一種崇高的動物，當地政府及人民都對它十分崇敬，這也帮助它熬過近30年內戰。安哥拉國家足球隊的綽號就是大黑馬羚（葡萄牙語：Palancas Negras），球隊的標誌也印上了大黑馬羚的側影。
與其他羚羊一樣，黑馬羚在非洲神話中代表有生氣、敏捷、優美而且漂亮。

## 保護現狀
於安哥拉獨立前，葡萄牙政府於1970年建立坎甘達拉國家公園保護大黑馬羚，然隨著1975年安哥拉爆發大規模內戰，一直蔓延至2002年才結束，這严重威胁了这个狹布种的生存。在接近30年的內戰中，當時對動物的保育及觀察等完全中斷，直至2004年1月，一群來自安哥拉天主教大學（Catholic University of Angola (UCAN)）的研究人員才在 Cangandala National Park 找到一個牧群。現時大黑馬羚在IUCN紅色名錄中列為極危物種。內戰結束後兩年後才有科學家重新發現這種尊貴的動物。普遍認為牠們能敖過長時間內戰的原因，與牠們備受尊崇的身份有關。目前大黑馬羚在IUCN紅色名錄內列為極危物種，種群數目估計小於400頭，最多的一個牧群也不多於50頭，因此要令這個物種重新復原並不容易，目前已經有數個地方劃為專屬保護區，狩獵大黑馬羚也被嚴厲禁止。

## 外部連結
- Angola Press
- Kissama National Park: The Giant Sable of Angola
- BBC News: Search on for Giant Antelope （页面存档备份，存于）
- Angola Press: Government Partners Sign Memorandum on Sable Antelope Protection